# Premio Peter Debye
Il Peter Debye Award è un premio annuale assegnato dall'American Chemical Society per incoraggiare studi e ricerche in chimica fisica.

## Vincitori
- 1962 E. Bright Wilson
- 1963 Robert S. Mulliken
- 1964 Henry Eyring
- 1965 Lars Onsager
- 1966 Joseph Hirschfelder
- 1967 Joseph E. Mayer
- 1968 George B. Kistiakowsky
- 1969 Paul J. Flory
- 1970 Oscar K. Rice
- 1971 Norman Davidson
- 1972 Clyde Hutchison
- 1973 William N. Lipscomb
- 1974 Walter H. Stockmayer
- 1975 Herbert S. Gutowsky
- 1976 Robert W. Zwanzig
- 1981 Richard B. Bernstein
- 1982 Peter M. Rentzepis
- 1983 George C. Pimentel
- 1984 B. S. Rabinovitch
- 1985 Stuart A. Rice
- 1986 Yuan T. Lee
- 1987 Harry G. Drickamer
- 1988 Rudolph A. Marcus
- 1989 Gábor Arpad Somorjai
- 1990 Harden M. McConnell
- 1991 Richard N. Zare
- 1992 Frank Stillinger
- 1993 F. Sherwood Rowland
- 1994 William A. Klemperer
- 1995 John C. Tully
- 1996 Ahmed Zewail
- 1997 Robin M. Hochstrasser
- 1998 Graham R. Fleming
- 1999 Jesse L. Beauchamp
- 2000 Peter Wolynes
- 2001 John Ross
- 2002 Giacinto Scoles
- 2003 William H. Miller
- 2004 W. Carl Lineberger
- 2005 Stephen R. Leone
- 2006 Donald G. Truhlar
- 2007 John Yates
- 2008 Michael L. Klein
- 2009 Richard J. Saykally
- 2010 George Schatz
- 2011 Louis E. Brus
- 2012 David Chandler
- 2013 William Moerner
- 2014 Henry F. Schaefer, III
- 2015 Xiaoliang Sunney Xie
- 2016 Mark A. Ratner
- 2017 Bruce J. Berne
- 2018 Paras Nath Prasad